# Jupukka
Jupukka är ett berg och ett naturreservat i Pajala kommun. Berget ligger alldeles norr om tätorten Pajala i Pajala kommun och är 277 meter högt.
Bergets topp var en av mätpunkterna på Struves meridianbåge, idag ett av världsarven, och belägen intill riksväg 99 sägs den vara den mest lättbesökta av mätpunkterna under sommarsäsongen. Den markerade punkten ligger ett par meter från toppen, där själva mätningen gjordes ifrån.
Naturreservatet består av berget och den omgivande myren Poronmaanjänkkä. Reservatet innehåller många olika bladmossor och orkidéer samt är troligen den nordligaste växtplatsen i Skandinavien för ormbunken kärrbräken.